# Deverthska kulturstiftelsen
Deverthska Kulturstiftelsen tillkom 1963 för att stödja insatser på olika kulturområden genom att utdela hedersplaketter eller stipendier till författare, musiker, konstnärer samt kulturarbetare inom till exempel press, radio tv och film vilka bidragit till att gestalta och tolka religiös problematik. Stiftelsens initiativtagare var författare Gunnar Wahlström (1903–1983) och hans hustru Elsa Wahlström (1906–2001). 
Hedersplaketter och stipendier delas ut vid särskilda högtider då mottagarna hedras på olika sätt, bland annat genom en plakett utförd av skulptören Fritz Sjöström, ett diplom utfört av konstnären Erik Olson samt varierande penningsumma till stipendiaterna. 
Sedan 2009 samarbetar Deverthska Kulturstiftelsen med Studieförbundet Bilda.

## Stipendiater
1963
- Anna Greta Wide, författare
- Sven Larsson, författare
- Pär Andersson, konstnär
- Maj Starck, konstnär
- Harry Källmark, konstkritiker
- Uno Sandén, tonsättare
- Bertil Wallin, kompositör

1964
- Astrid Forsberg, författare
- Fritz Sjöström, konstnär
- Helge Andersson, konstnär
- Göte Strandsjö, musikdirektör

1965
- Anders Frostenson, psalmdiktare
- Majken Johansson, författare
- Julia Lüning, konstnär
- Kerstin Ekegren, textilkonstnär

1966
- Olov Hartman, författare
- Georg Andersson, författare
- Bengt Roslund, tv-producent
- Sune Jonsson, fotograf

1967
- Staffan Larsson, författare
- Gunno Södersten, tonsättare

1969
- Karin Thelander, författare
- Bo Ivar Nilsson, författare
- Ingvar Sahlin, musikdirektör

1970
- Roland Forsberg, tonsättare
- Eva Norberg-Hagberg, författare
- Harald Forss, författare
- Marianne Korsman, konstnär

1971
- Bo Setterlind, poet
- Gunnar Edman, författare
- Ylva Eggehorn, poet
- Ragnar Johansson, konstnär
- Joel Sörenson, pastor

1972
- Gunnel Vallquist, författare
- Berta Hansson, konstnär
- Lars Åke Lundberg, stiftsadjunkt
- Sture Petersson, musikdirektör
- Håkan Cronsioe, regissör

1973
- Ella Hillbäck, författare
- Sven-Eric Johanson, tonsättare
- Per Anders Thorsén, musiker
- Sten Kauppi, textilkonstnär

1974
- Helge Jedenberg, författare
- Olle Widestrand, lektor
- Lennart Jernestrand, musikdirektör
- Olle Gustafsson, konstnär

1975
- Britt G. Hallqvist, författare
- Sven-Erik Bäck, tonsättare
- Annie Wiberg, skulptör
- Per-Erik Ekelund, konstnär

1976
- Tomas Tranströmer, författare
- Gunnar Eriksson, dirigent
- Folke Jupiter, konstnär
- Siewert Öholm, tv-producent

1977
- Anne-Marie Thunberg, författare
- Lars Thunberg, författare
- Harald Göransson, musikdirektör
- Herbert Walås, konstnär
- Janeric Johansson, konstnär
- Bo Ohlgren, kyrkosångare

1978
- Kai Henmark, författare
- Arne H. Lindgren, författare
- Erik Sollerman, redaktör
- Tore Littmarck, kyrkoherde
- Enar Johansson, konstnär

1979
- Ruben Fridolfsson, musikdirektör
- Ulrika Lönnå, konstnär
- Per Söderberg, regissör

1980
- Birgitta Hellerstedt-Thorin, regissör
- Stig Carlsson, konstnär

1981
- Torsten Nilsson, musikdirektör
- Elisabet Hermodsson, författare
- Olof Hellström, konstnär
- Birger Norman, författare
- Harry Lindström, fil. lic.
- Olle Brandqvist, konstnär
- Erland Wendel-Hansen, bibelsamlare

1982
- Ying Toijer-Nilsson, författare
- Karl Sundén, författare
- Gerd Ekdahl, konstnär

1983
- Göran Tunström, författare
- Torgny Erséus, kyrkomusiker
- Sandra Ikse, textilkonstnär

1984
- Hans O. Granlid, författare
- Kirsten Hennix, konstnär
- Anders Öhrwall, kyrkomusiker
- Leif Gustavsson, filmare

1985
- Ingemar Leckius, författare
- Vibeke Olsson, författare
- Olle Agnell, konstnär
- Leif Strand, tonsättare

1986
- Catharina Broomé, ordenssyster
- Stefan Edman, författare
- Lena Lervik, konstnär
- Tomas Boström, trubadur

1987
- Lars Andersson, författare
- Asta Bolin, författare
- Torsten Renqvist, konstnär

1988
- Lars Lundkvist, författare
- Marianne Hall, skulptör
- Ingemar Braennstroem, tonsättare

1989
- Jean Paillard, författare
- Dagmar Norell, skulptör
- Sven-David Sandström, tonsättare

1990
- Marianne Fredriksson, författare
- Bertil Arkrans, konstnär
- Bengt Berg, kyrkomusiker

1991
- Lennart Hagerfors, författare
- Karin Amnå-Lindberg, textilkonstnär
- Eva Cronsioe-Ihlar, journalist

1993
- Björn Sahlin, förläggare
- Anna-Karin Bylund, textilkonstnär
- Anita Grede, textilkonstnär
- Kjell Perder, tonsättare

1995
- Sven Heilo, författare
- Helena Tallius Myhrman, konstnär
- Hans Nyberg, musiker
- Maria Rönn, dansare
- Lucie Minne, dansare

1998
- Harry Månsus, författare
- Eva Asp, bildkonstnär
- Ingmar Johansson, musiker
- Marjo Marthin, artist

1999
- Jörgen Dicander, musiker
- Lena Josefsson, dans
- Agneta Pleijel, författare

2001
- Simona Petré, konstnär
- Görel Byström Janarv,  författare
- Carl Michael Bergerheim, kompositör

2004
- Peter Halldorf, kyrkohistoriker
- Lena Lönnqvist, journalist
- Tomas Ivarsson, konstnär

2006
- Per Harling, kompositör
- Inga-Lina Lindqvist, författare
- Pi Eriksson, konstnär

2007
- Johanna Nilsson, författare
- Stefan Jämtbäck, kompositör

2009
- Mikael ”Zifa” Eriksson, musiker

2011
- Lotta Holmberg Larson, musikskola
- Marie Rindborg, musikskola

2013
- Cajsa Tengblad, författare
- Mattias Frogemar, konstnär

2015
- Isa Chen, krönikör
- Reine Eriksson, kyrkomusiker
- Magnus Fredriksson, bildkonstnär
- Tomas Sjödin, författare
- Lars Sundström, arkitekt

## Irma och Einar Forseths kulturpris
- 1972 diktaren Majken Johansson
- 1992 arkitekten Lars Danielsson
- 2002 konstnären Margareta Linton-Lindekrantz
- ???? konstnären Birgitta Eriksson

## Hedersplaketter
- 1970 konstnären David Ahlqvist
- 1980 professor Hjalmar Sundén
- 1983 författaren Björn-Erik Höijer
- 1990-talet vispoeten Nils F Nygren
- 2004 författaren Margareta Melin
- 2004 konstnären Gösta Berg
- 2006 kyrkomusikern och tonsättaren Roland Forsberg
- ???? författaren Inga-Lina Kuzmenko Lindqvist
- 2013 dirigenten Torgny Hanson[2]